# Das Kommando (2004)
Das Kommando ist ein deutscher Fernsehfilm von Thomas Bohn aus dem Jahr 2004. In den Hauptrollen agieren Robert Atzorn und Jens Atzorn als Brigadegeneral Heinz Büchner und Oberleutnant Christopher Büchner, die im Film wie im Leben Vater und Sohn sind. Iris Berben spielt Büchners Ex-Ehefrau Ellen, Pazifistin und Projektleiterin bei „Ärzte ohne Grenzen“ und die Mutter von Christopher.
Arte schrieb zur Erstausstrahlung des Films: „Thomas Bohn schrieb und realisierte dieses spannende Drama um Loyalität, Pflichterfüllung und das Für und Wider eines Kriegseinsatzes. Vor dem Hintergrund der manipulierten Informationen die zur politischen Begründung des Irak-Krieges präsentiert wurden, besticht ‚Das Kommando‘ als aktueller, hoch politischer Film, bei dem Politik nicht in der Vergangenheit stattfindet.“

## Handlung
Brigadegeneral Heinz Büchner ist Kommandeur der Gebündelten Spezialkräfte (GSK) der Bundeswehr. Auf die Hardthöhe einbestellt, erhält er einen Auftrag, der zunächst als perfekte Gelegenheit erscheint, die Fähigkeiten seiner neu geschaffenen Spezialkräfte zu beweisen. Im Kaukasus soll eine Gruppe von Terroristen ausgeschaltet werden, die einen Anschlag auf das Hauptquartier der US-Streitkräfte in Heidelberg plant. Bei diesem Anschlag soll eine „Schmutzige Bombe“ zum Einsatz kommen, die nicht nur die Armeeeinrichtung zerstören, sondern auch zu einer atomaren Verseuchung der Umgebung führen würde. Der Verteidigungsfall scheint gegeben.
Büchner setzt die Einheit unter dem Kommando seines Sohnes, Oberleutnant Christopher Büchner, in Marsch. Schon während der Vorbereitungsphase zum Einsatz treten Dinge zutage, die im Verlauf der Aktion noch zum wirklichen Problem werden könnten. Oberleutnant Büchner verweigert die turnusmäßige Begutachtung durch die Psychologin der Einheit, Oberfeldärztin Angelika Leisen. Oberst Koczian, Heinz Büchners Stellvertreter, sowie der Bundestagsabgeordnete Benedict Hohndayer und Büchners Ex-Frau Ellen zweifeln aus verschiedenen Gründen an der Legalität des Einsatzes. Und nach und nach kommen Fakten ans Tageslicht, die diesen Zweifel mehr als berechtigt erscheinen lassen.
Trotzdem wird die GSK-Einheit auf den Weg in den Kaukasus geschickt. Dort gerät Oberleutnant Büchner in eine Situation, in der er aufgrund einer Gewissensentscheidung sowohl die Sicherheit seiner Einheit als auch die der Öffentlichkeit vermittelte politische Begründung des Einsatzes gefährdet. Mit einer mutmaßlichen Terroristin an Bord kehrt die Einheit nach Deutschland zurück.
Ein Untersuchungsausschuss versucht, Klarheit in die Affäre zu bringen und Verantwortliche festzustellen.

## Produktion, Veröffentlichung
Der Film wurde von der Maran Film im Auftrag des SWR und von arte produziert. Er wurde am 26. Juni 2004 im Rahmen des 22. Filmfests München uraufgeführt. Die Erstausstrahlung des Films im Fernsehen erfolgte am 14. Januar 2005 beim Sender arte.
Die Fernsehzeitschrift Prisma verwies darauf, dass die Darsteller der Hauptrollen Robert und Jens Atzorn auch im wahren Leben Vater und Sohn seien. Weiter verwies man darauf, dass Bohn und Robert Atzorn bereits mehrfach zusammengearbeitet hätten, so beispielsweise in den Tatorten Exil!, Hasard!, Der Passagier, Undercover, Harte Hunde Todes-Bande.

## Kritik
In der Fernsehzeitschrift Prisma hieß es: Regisseur und Autor Thomas Bohn (‚Straight Shooter‘) entwickelt mit diesem Drama ein politisch überaus unkorrektes, aber durchaus vorstellbares Szenario.
Rainer Braun befasste sich für die Berliner Zeitung mit dem Film und stellte diverse Mängel fest: „Was wie ein beklemmend aktueller Polit-Thriller beginnt, entwickelt sich schnell zum Familiendrama in Feldgrau. Dagegen wäre nichts zu sagen, wenn Regisseur und Autor Thomas Bohn seine Figuren ernst genommen hätte. Allzu viel an seinem Personal-Tableau bleibt leider Stückwerk und wirkt überfrachtet.“
Die Bewertung des Films durch die Redaktion von TV Spielfilm fiel positiv aus. Dort ging der Daumen nach oben, für Anspruch und Spannung wurde ein Punkt gegeben, für Action zwei. Die Redaktion warf die Frage auf: „Können deutsche Soldaten auf Grund falscher Informationen für illegale Mordeinsätze im Ausland miss-braucht werden? Thomas Bohns einfühlsamer Mili-tärthriller geht dieser hochbrisanten Frage nach.“ Fazit: „Action und Politik – und alles im HIer und Jetzt!“
Das Lexikon des internationalen Films sprach von einem „gut besetzte[n] (Fernseh-)Drama um Loyalität und Pflichterfüllung angesichts zu politischen Zwecken manipulierter Informationen“. Einschränkend hieß es dann: „Was als brisanter Polit-Thriller daherkommt, erweist sich allzu schnell als Familiendrama im Bundeswehrmilieu, bei dem der Regisseur weit mehr handwerkliche Fertigkeiten zeigt als Drehbuchautor, der die Geschichte in den Untiefen eines Dramoletts versinken lässt. – Ab 16.“
Auf der Seite Kino.de stellte man fest: „Packender Polit-Thriller, der ein Szenario entwickelt, das einen glauben macht: so könnte es passieren.“ Der Film sei „packend“, weil „realitätsnah“, was schon „Meisterleistung genug“ sei, doch Bohn schaffe es zudem, „den Thriller in absolutem Einklang mit einem zwangsläufigen Familienkonflikt zu kombinieren“. Und weiter lobend: „Gut, man könnte hinterfragen, warum gerade ein Brigadegeneral und eine überzeugte Pazifistin ein – wenn auch geschiedenes – Paar bilden müssen. Letztlich tut dies der Klasse des Films keinen Abbruch, der sich auch an den Konflikten nährt, die seine Figuren mit sich herumtragen und austragen müssen. Diese sind durchweg hervorragend besetzt. Und auch wenn Jens Atzorn Vater Robert noch nicht das Wasser reichen kann – die Vater-Sohn-Geschichte in Bohns Film ist an Stimmigkeit nicht zu übertreffen.“